# Criss Cross (álbum)
Criss Cross é um álbum de jazz do pianista Thelonius Monk, lançado em 1963. É o segundo álbum de Monk editado pela Columbia Records.
O álbum é composto por alguns dos trabalhos de Monk, gravados em estúdio na década de 1960, com o seu trio e quarteto.
| Críticas profissionais                                                      | Críticas profissionais |
| Avaliações da crítica                                                       | Avaliações da crítica  |
| Fonte                                                                       | Avaliação              |
| --------------------------------------------------------------------------- | ---------------------- |
| All Music Guide                                                             | [ 2 ]                  |
| Esta tabela precisa de ser acompanhada por texto em prosa. Consulte o guia. |                        |

## Faixas
Todas as faixas compostas por Thelonius Monk excepto onde indicado:
1. Hackensack — 4:13
2. Tea for Two (Vincent Youmans, Irving Caesar) — 3:48
3. Criss Cross — 4:42
4. Eronel — 4:32
5. Rhythm-A-Ning — 3:54
6. Don't Blame Me (Jimmy McHugh, Dorothy Fields) — 7:08
7. Think of One — 5:18
8. Crepuscule with Nellie — 2:49
9. Pannonica — 6:46

## Intérpretes
- Thelonious Monk - Piano
- John Ore - Baixo
- Charlie Rouse - Saxofone tenor
- Frankie Dunlop - Bateria